# كاميرا ميري (للأشعة تحت الحمراء المتوسطة)

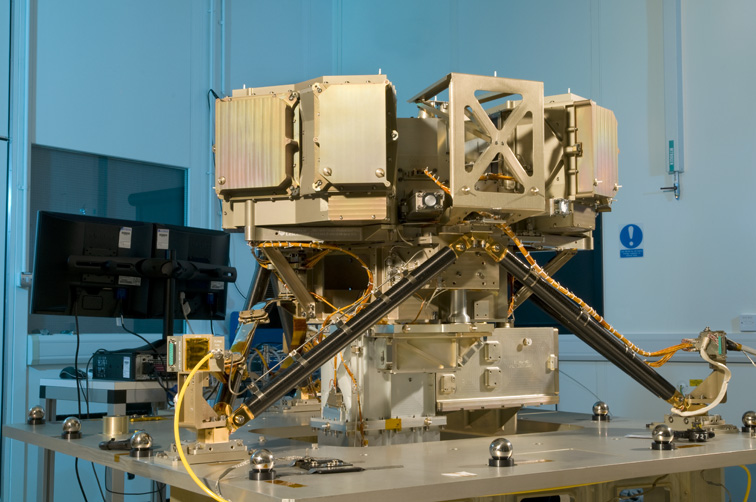
الكاميرا ميري MIRI

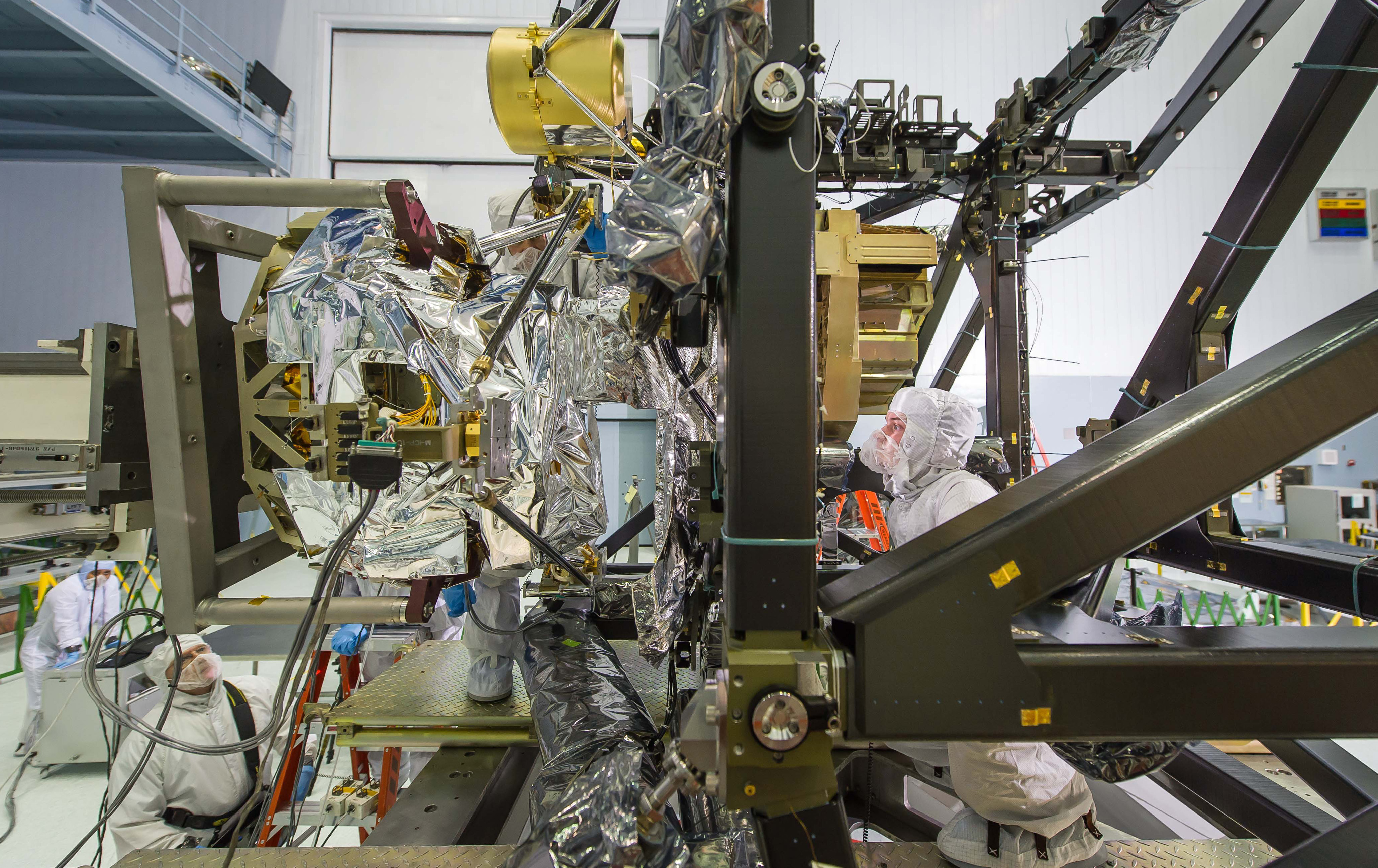
دمج MIRI في جهاز ISIM ، عام 2013

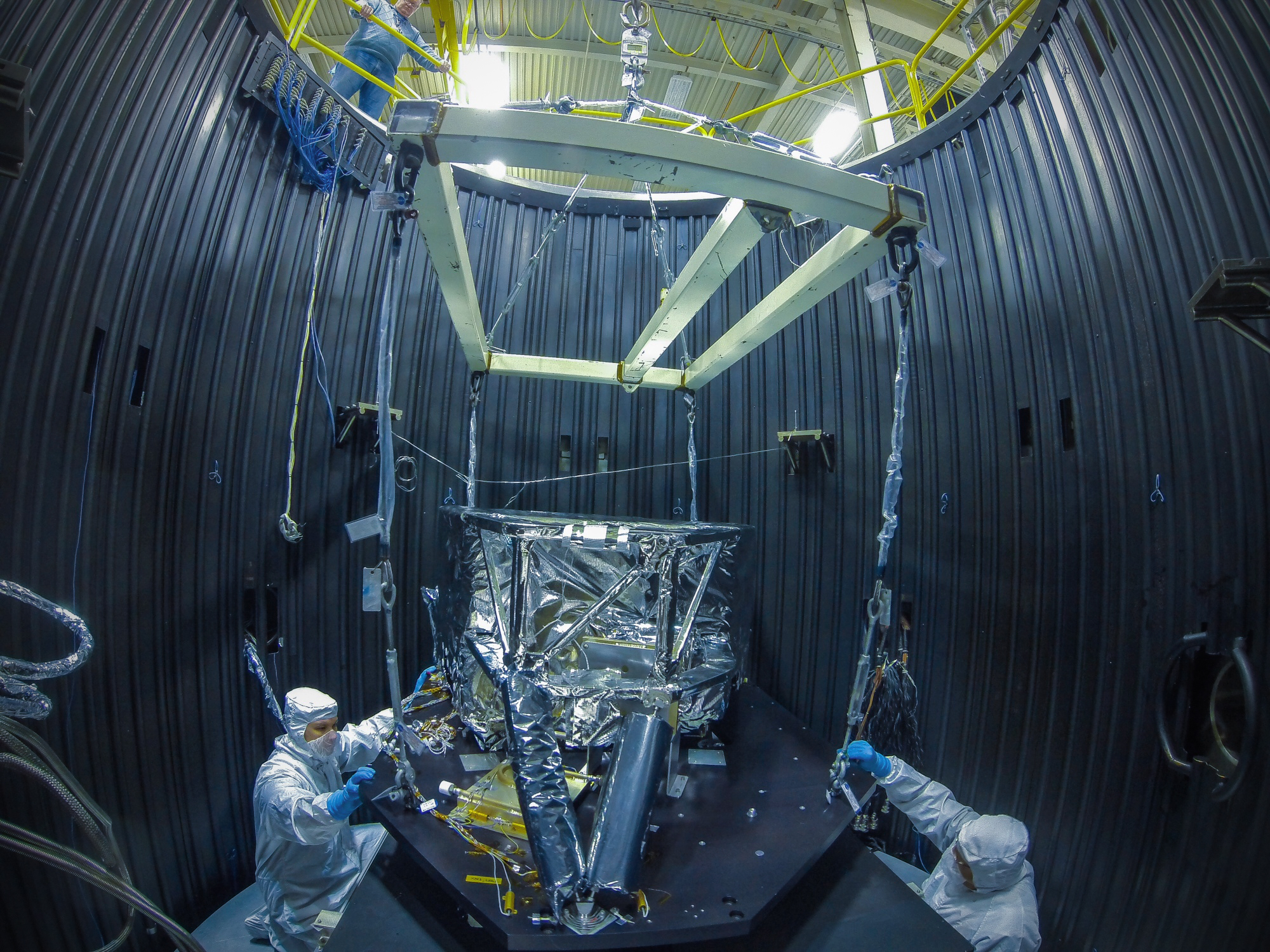
نظام تبريد MIRI قيد الاختبار

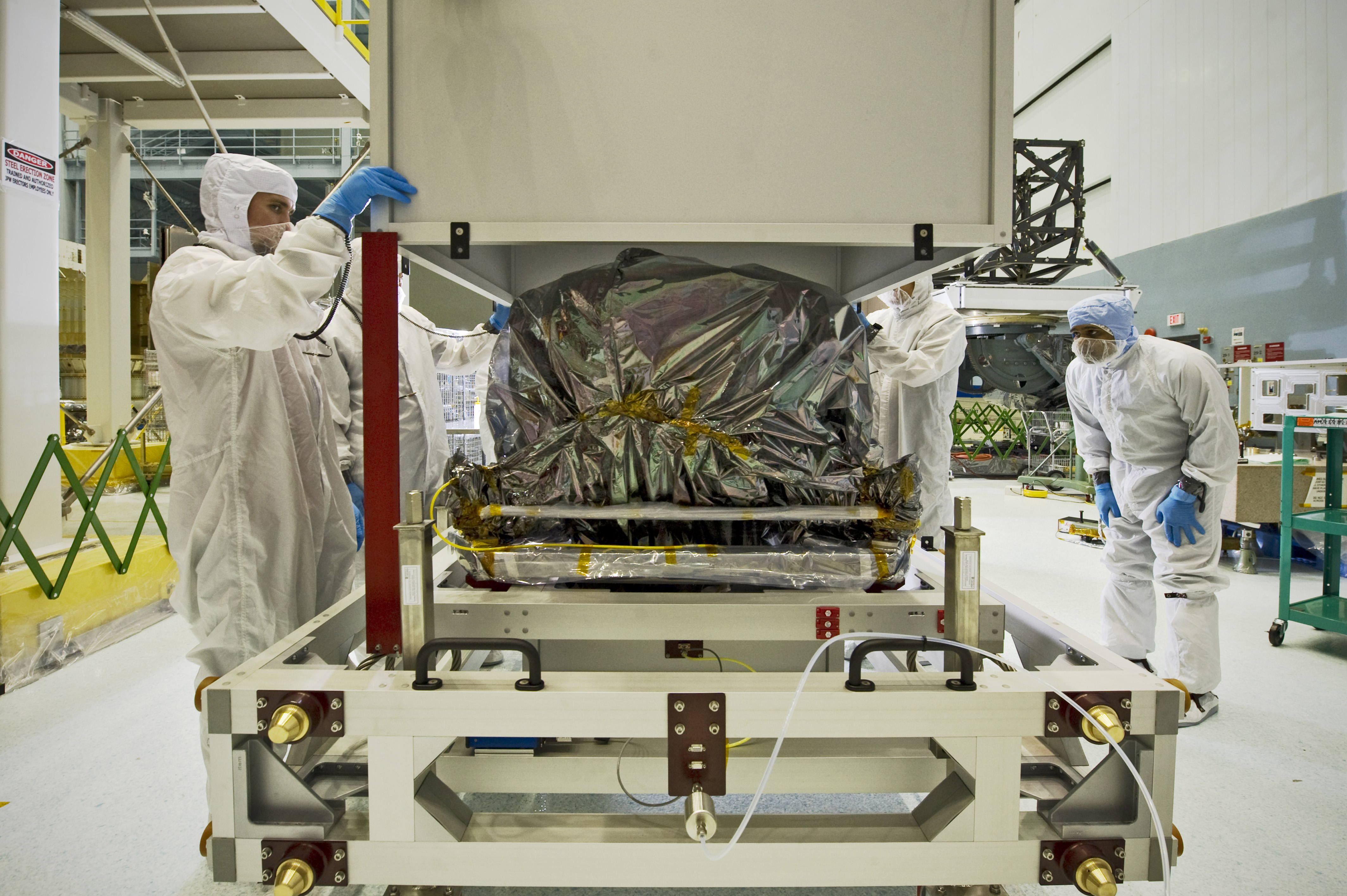
MIRI غير مصنف في مركز جودارد لرحلات الفضاء ، 2012

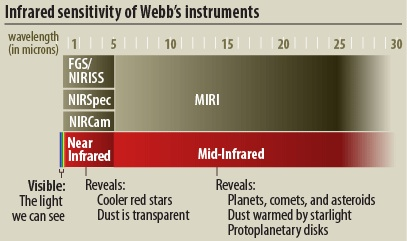
رسم معلوماتي لأدوات JWST ونطاقات رصدها للضوء حسب الطول الموجي

كاميرا ميري ، هي كاميرا للتصوير الفلكي للأشعة تحت الحمراء المتوسطة طول الموجة. و هي موجودة في تلسكوب جيمس ويب الفضائي . MIRI عبارة عن كاميرا وجهاز قياس الطيف الذي يراقب الأشعة تحت الحمراء المتوسطة إلى الطويلة من 5 إلى 28 ميكرون . كما أن لديها جهز يحلل ألوان الطيف ، خاصة لرصد الكواكب الخارجية . في حين أن معظم الأجهزة الأخرى على تلسكوب Webb يمكنها الرؤية من بداية الأشعة تحت الحمراء القريبة، أو حتى قصيرة مثل الضوء المرئي البرتقالي، كما يمكن لـ MIRI تصوير الضوء ذي الطول الموجي الأطول.
تستخدم MIRI صفائف السيليكون المشوب بالزرنيخ لإجراء مشاهدات عند هذه الأطوال الموجية. تم تصميم جهاز التصوير للحصول على مناظر واسعة ولكن مقياس الطيف لديه رؤية مجال أصغر. نظرًا لأنه يرى الأطوال الموجية الأطول، يجب أن يكون أكثر برودة من الأدوات الأخرى (انظر علم الفلك بالأشعة تحت الحمراء ) ، ولديه نظام تبريد إضافي. يشتمل نظام التبريد الخاص بـ MIRI على مبرد مسبق Pulse Tubeعبارة عن صمام نبضي ومبادل حراري Joule-Thomson Loop. سمح ذلك بتبريد MIRI إلى درجة حرارة 7 درجة كلفن أثناء العمليات في الفضاء.

## نظرة عامة
يمكن لجهاز الطيف أن يرصد أطوال موجية تتراوح بين 4.6 و 28.6 ميكرون ، وله أربع قنوات منفصلة، لكل منها حواجز شبكية وتقطيع للصور. يبلغ مجال رؤية مقياس الطيف 3.5 × 3.5 ثانية قوسية.
يحتوي جهاز التصوير على مقياس لوحي يبلغ 0.11 ثانية قوسية / بكسل ومجال رؤية يبلغ 74 × 113 ثانية قوسية. في وقت سابق من التطوير، كان مجال الرؤية 79 × 102 ثانية قوسية (1.3 × 1.7 آركمين ). تحتوي قناة التصوير على عشرة مرشحات متاحة وأجهزة الكشف مصنوعة من السيليكون المشبع بالزرنيخ ( Si : As ). تتمتع كل من الكاشفات (أحدهما لجهاز التصوير، واثنان لمقياس الطيف) بدقة 1024 × 1024 بكسل، ويطلق عليهما اسم Focal Plane Modules أو FPMs.
خلال 2013 والانتهاء في يناير 2014 ، تم دمج MIRI في وحدة أدوات العلوم المتكاملة (ISIM). اجتاز MIRI بنجاح اختبارات Cryo Vac 1 و Cryo Vac 2 كجزء من ISIM في 2010. وهي تهتم بالتصوير في درجات حرارة منخفضة جدا وفي الفراغ . تم تطوير MIRI من قبل كونسورتيوم دولي.
يتم توصيل MIRI بـ ISIM بواسطة هيكل سداسي الأرجل مصنوع من ألياف الكربون والبلاستيك، والذي يربطها بالمركبة الفضائية ولكنه يساعد أيضًا في عزلها حراريًا. (انظر أيضًا البلاستيك المقوى بألياف الكربون )
ملخص الأجزاء:
- بصريات مطياف
  - البصريات الرئيسية مطياف (SMO) [5]
  - البصريات الطيفية الأولية (SPO) [5]
- صفائف المستوى البؤري
- وحدة معايرة مدخلات الاشعة والبصريات (IOC) [5]
  - مرآة صغيرة [5]
  - مصدر المعايرة للتصوير [5]
  - غطاء التحكم في التلوث (CCC) [5]
- سداسي الأرجل CFRP
- جهاز تصوير
- تقطيع الصور
- ظهر الجهاز

يقع معظم MIRI في هيكل ISIM الرئيسي، ومع ذلك يوجد المبرد في المنطقة 3 من ISIM والتي تقع على حافلة المركبة الفضائية .
تشتمل وحدة التصوير في MIRI أيضًا على مقياس طيفي منخفض الدقة يمكنه إجراء التحليل الطيفي للشق الطويل وغير الشقي من 5 إلى 12 ميكرومتر من الطول الموجي للضوء. يستخدم LRS موشورات معدن الجرمانيوم و ZnS ( كبريتيد الزنك ) لإحداث تشتت طيفي.

## المبرد
للسماح برصد الأشعة تحت الحمراء المتوسطة داخل تلسكوبJWST ، تحتوي أداة MIRI على نظام تبريد إضافي. إنه يعمل بشكل مشابه تقريبًا لكيفية عمل معظم الثلاجات أو مكيفات الهواء: يتم إحضار السائل إلى درجة حرارة باردة في القسم الدافئ، وإعادته إلى القسم البارد حيث يمتص الحرارة، ثم يعود إلى المكثف. أحد مصادر الحرارة هو الحرارة المتبقية للمركبة الفضائية، ولكن الآخر هو الإلكترونيات الخاصة بالمركبة الفضائية، وبعضها قريب من الأدوات الفعلية لمعالجة البيانات من الأرصاد. توجد معظم الأجهزة الإلكترونية على حافلة المركبات الفضائية الأكثر دفئًا، ولكن يجب أن تكون بعض الأجهزة الإلكترونية أقرب كثيرًا، وقد تم أخذ أطوال كبيرة لتقليل الحرارة التي تنتجها. من خلال تقليل الحرارة التي تنتجها الأجهزة الإلكترونية على الجانب البارد، وبذلك يحتاج إلى إزالة قدر أقل من الحرارة.
في هذه الحالة، يوجد مبرد التبريد JWST على حافلة المركبة الفضائية ولديه خطوط من المبرد تصل إلى الكاميراة MIRI ، مما يؤدي إلى تبريدها. المبرد لديه مبرد حراري في حافلة المركبة الفضائية لإصدار الحرارة التي يجمعها. في هذه الحالة، يستخدم نظام التبريد بغاز الهيليوم .
مبرد التلسكوب جيمس ويب الفضائي JWST مبني في الأصل على المبرد TRW ACTDP. ومع ذلك، كان على الباحثين لـ JWST تطوير نسخة للتعامل مع الأحمال الحرارية العالية. تحتوي على ثلاجة ذات أنبوب نبضي متعدد المراحل تعمل على تبريد أكثر لشدة البرودة. هذا ضاغط خطي الحركة على غرار أكسفورد الذي يشغل حلقة JT. هدفه هو تبريد الكاميرا MIRI إلى 6 كلفن (−448.87 درجة فهرنهايت أو 267.15 درجة مئوية). تبلغ درجة حرارة جهاز ISIM حوالي 40 كلفن (بسبب حاجب الشمس) ويوجد حاجب إشعاع MIRI مخصص عند تجاوزت درجة الحرارة 20 كلفن. حلقة JT عبارة عن مبادل حراري حلقي جول-طومسون .

## المخططات

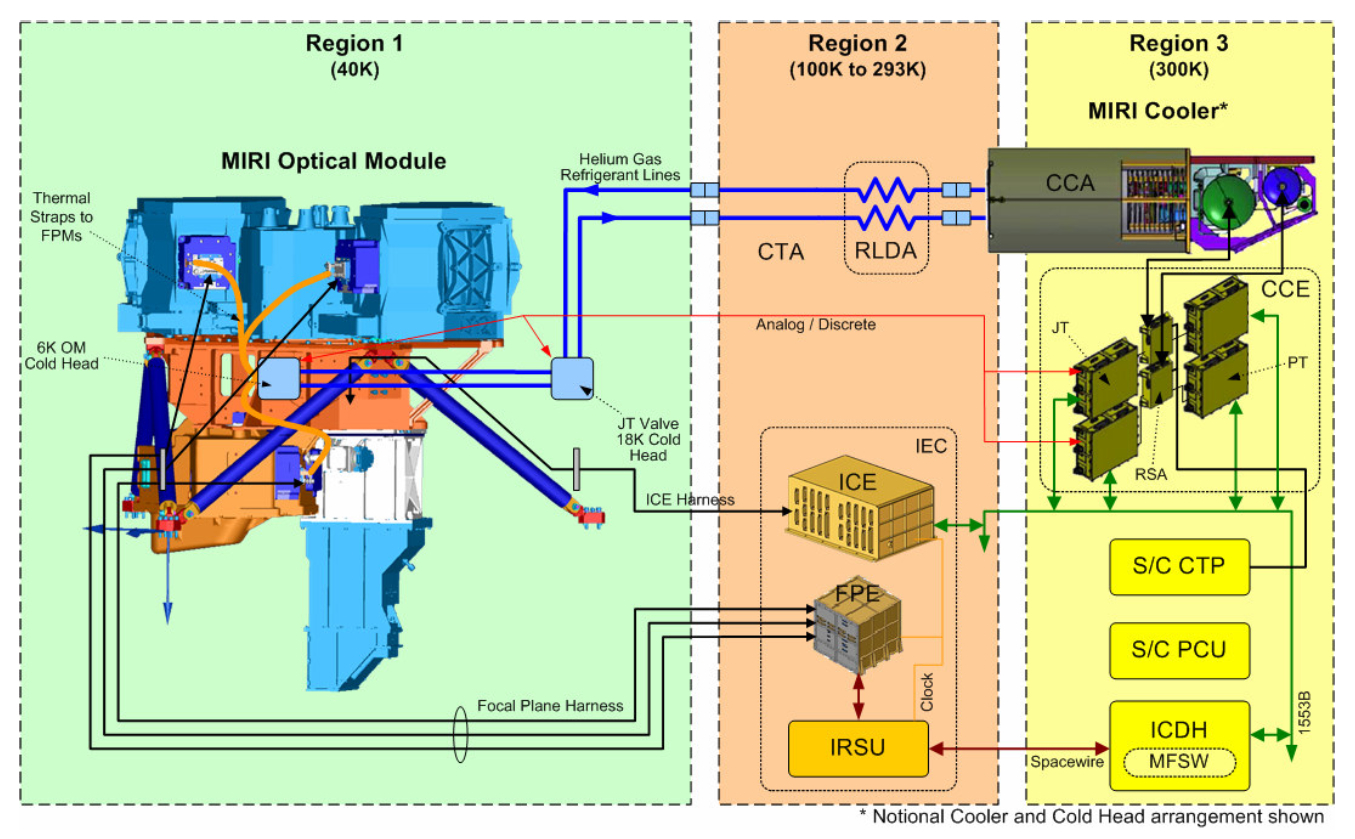
رسم تخطيطي لـ MIRI ومبردها ، يوضح الروابط بين الأنظمة المختلفة المتعلقة بموقعها. المنطقة 3 داخل حافلة المركبة الفضائية JWST  [لغات أخرى]‏
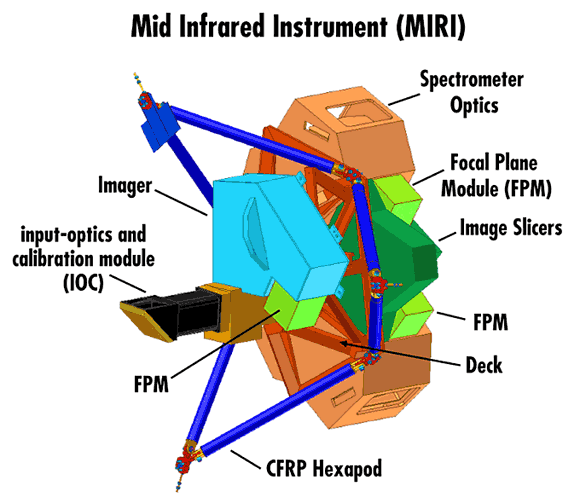
رسم تخطيطي مرمز بالألوان ومميز لأداة MIRI بدون المبرد
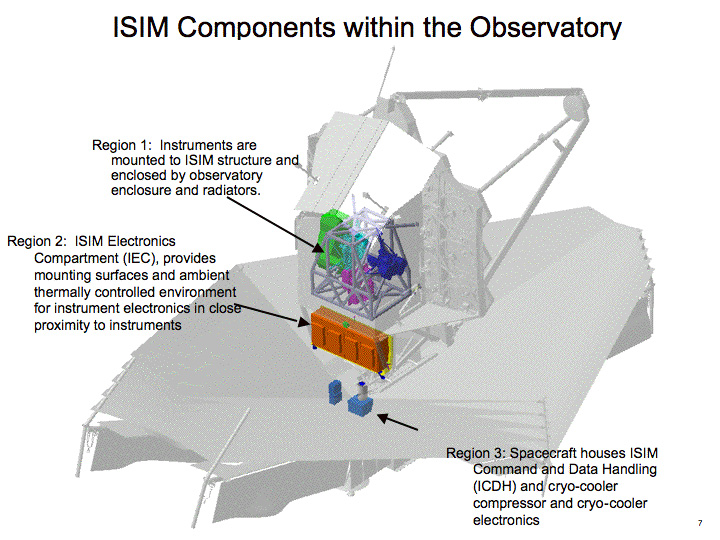
رسم تخطيطي يبرز ISIM ، والذي يوضح موقع المبرد الإلكتروني MIRI (رمز اللون الأزرق في ISIM المنطقة 3) في ناقل المركبة الفضائية ، على الجانب الآخر من الدرع الحراري من الجهاز.

## روابط خارجية
- تصوير فلكي ESA - MIRI - أداة الأشعة تحت الحمراء المتوسطة في JWST
- عرض تقديمي عن طبوغات التاج في MIRI[وصلة مكسورة] (.pdf)
- أداة منتصف الأشعة تحت الحمراء لـ JWST ، II: التصميم والبناء - Wright، et al نسخة محفوظة 31 مايو 2022 على موقع واي باك مشين. (ورقة طويلة عن Miri)
- موسوعة MIRI في جامعة أريزونا نسخة محفوظة 31 مايو 2022 على موقع واي باك مشين.
- ناسا - مبرد تبريد JWST